# Клюндиков, Тарас Романович
Тарас Романович Клюндиков (род. 22 марта 1995, Орёл, Россия) — российский профессиональный баскетболист, играющий на позиции атакующего защитника.

## Карьера
Тарас Клюндиков начал заниматься баскетболом вместе со своим братом-близнецом Никитой под руководством своего отца Романа Владимировича Клюндикова. В 2005 году был приглашен в СДЮСШОР ЦСКА, где выступая на Первенствах России, становился призёром. В составе «армейцев» становился также призёром ДЮБЛ.
Следующим клубом Тараса было московское «Динамо», где он выступал в молодёжной команде.
В сентябре 2015 года Клюндиков подписал однолетний контракт с МБА. За время выступления в московском клубе Тарас провёл 53 игры в которых набрал 101 очко.
В ноябре 2017 года перешёл в «Буревестник» (Ярославль).

## Сборная России
В 2011 году, в составе кадетской сборной, Клюндиков выступал на чемпионате Европы, где российские баскетболисты заняли 5 место.
В 2015 году Тарас был вызван в молодёжную сборную, но в окончательную заявку сборной России на чемпионат Европы не попал.

## Достижения
- Чемпион Суперлиги-2 дивизион: 2017/2018
- Серебряный призёр Кубка РФБ: 2017